# Helenówek (zajezdnia tramwajowa)
Helenówek – zajezdnia tramwajowa w Łodzi funkcjonująca od 1901 do 2012. Do 1993 posiadała numer 5. W latach 1993-2012 należała ona do Międzygminnej Komunikacji Tramwajowej Sp. z o.o.. Obecnie (stan na 2023) istnieją plany przebudowania zajezdni na zakład techniki oraz likwidację obecnego zakładu techniki na ul. Tramwajowej.

## Historia
Zbudowana na ówczesnej wsi Radogoszcz zajezdnia początkowo była przeznaczona do wykonywania kursów do Zgierza, gdzie trasa tramwajowa została wybudowana w tym samym roku. W tym czasie była obsługiwana przez Łódzkie Wąskotorowe Elektryczne Koleje Dojazdowe. W 1916 planowano budowę hali postojowej oraz nowej remizy. Halę jednak wybudowano dopiero w 1922, a remizę – w 1929. Od 1922 zajezdnia Helenówek również obsługiwała linię tramwajową do Ozorkowa. Od 1943 wraz ze zmianą granic Łodzi zajezdnia znalazła się w obrębie miasta. Od tej pory zajezdnia była obsługiwana przez Litzmannstädter Elektrische Zufuhrbahnen AG. Po wojnie przywrócono polską nazwę przedsiębiorstwa. W 1948 zlikwidowano Łódzkie Wąskotorowe Elektryczne Koleje Dojazdowe, a zajezdnię przekazano Miejskim Zakładom Komunikacyjne w Łodzi, przekształcone w 1951 na MPK-Łódź. W 1957 po raz pierwszy zajezdnia podjęła się obsługi linii miejskich. W związku ze zmianą przeznaczenia tej zajezdni, tego samego roku powstał plan przebudowy układu torowego zajezdni. Nową halę postojową oddano w 1958, jednak do 1962 była ciągle rozbudowywana. Nowy układ torowy oddano w 1967 roku. W 1978 oraz latach 1982-1983 rozważano budowę nowej zajezdni na Helenówku. Planów jednak nie zrealizowano. W 1993 zajezdnię przejęło MKT Łódź zajmujące się kursami tramwajowymi do Zgierza oraz Ozorkowa. W latach 1997-2002 na terenie zajezdni tworzono tramwaje Konstal 803N mod. Od 1998 na terenie zajezdni przechowywano prywatne wagony tramwajowe. W 2012 MKT Łódź zlikwidowano, a z powodu złego stanu zajezdni nie przechowywano już tam taboru liniowego.

## Tabor
Poniżej wypisano pojazdy przechowywane w zajezdni na Helenówku.
- Konstal 5N – do 1989
- Konstal 803N
- Konstal 803N mod.
- Düwag GT8 Typ Fryburg
- Düwag GT8N Typ Mannheim

## Odbudowa
W 2022 ogłoszono przetarg na odbudowę zajezdni oraz przerobienie jej na nowy zakład techniki. Przyczyną jest planowana likwidacja zakładu techniki na ul. Tramwajowej w związku z budową linii tramwajowej na al. Grohmanów. Przetarg później unieważniono z powodu wysokich kosztów ofert. Przetarg ogłoszono ponownie pod koniec tego samego roku.